# Монастирський ліс (Сумська область)
Монастирський ліс — ландшафтний заказник місцевого значення в Україні. Розташований між селами Нова Слобода та Линове Конотопського району Сумської області. 
Територія являє собою розчленований ярами схил долини р. Сейм з великим масивом широколистяного лісу. Тут розташований Сафронівський монастир XV сторіччя, який ще відомий як Мовчанівська пустинь. Гора, де був закладений монастир, раніше мала назву Чудна. Заказник має цінність як типова для північно-східної частини України ділянка з добре збереженим природним лісовим масивом.

### Території природно-заповідного фонду у складі ЗК «Монастирський ліс»
Нерідко, оголошенню заказника передує створення одного або кількох об'єктів природно-заповідного фонду місцевого значення. В результаті, великий ЗК фактично поглинає раніше створені ПЗФ. Проте їхній статус зазвичай зберігають. 
До складу території ландшафтного заказника місцевого значення «Монастирський ліс» входять такі об'єкти ПЗФ України:
- Пам'ятка природи місцевого значення «Новослобідські дуби», ботанічна.

## Флора та фауна
Ліси представлені в основному кленово-дубовим комплексом. В західній частині домінують дуби віком 80-90 років, а інколи і 100. Рідше зустрічаються ясен та клен гостролистий. В другому ярусі поширені в'яз та липа, а ще рідше кущі ліщини, бруслини європейської, глоду та свидини. Домінуючими видами серед трав'яних рослин є: копитняк європейський (Asarum europaeum), вороняче око звичайне (Paris quadrifolia), фіалка дивна (Viola mirabilis), на схилах осока волосиста (Carex pilosa), а в нижній частині схилів яглиця (Aegopodium podagraria). 
На схилах і на освітлених опуклих верхівках схилів поширена рідкісна для Сумщини осока кореневищна (Carex rhizina) (в Україні цей вид переважно зустрічається в Лівобережному Лісостепу). Часто тут зустрічаються щитники чоловічі (Dryopteris filix- mas) та шартрський (Dryopteris cartusiana), безщитник жіночий (Athyrium filix-femina) та пухирник ламкий (Cystopteris fragilis), який в області є малопоширеним. Також тут можна зустріти цибулю ведмежу (Allium ursinum), яка є малопоширеною в регіоні, та окрім цього занесена до Червоної книги України. Навесні часто зустрічається пролісок сибірський (Scilla sibirica), а у ярах та на схилах анемона жовтцева (Anemone ranunculoides). Зрідка зустрічається первоцвіт весняний (Primula veris). Серед рослин які зростають в східній частині України тут виявлено такі види: зубниця п'ятилиста (Dentaria quinquefolia) та фіалка різнолиста (Viola epipsila). 
Представники фауни на території заказника є типовими для широколистяних лісів. Різноманітність фауни тут перш за все зумовлена віком та структурою лісів. Серед птахів найчастіше тут можна зустріти зяблика (Fringilla coelebs), малинівку (Erithacus rubecula), чорноголову славку (Sylvia atricapilla), співочу (Turdus philomelos) та чорного дроздів (Turdus merula), вівчарика-ковалика (Phylloscopus collybita), мухоловку (Muscicapa striata), соловейка (Luscinia luscinia), сіру славку (Sylvia communis), вівсянку звичайну (Emberiza Citrinella), щиглика (Carduelis carduelis), зеленяка (Carduelis chloris) та сорокопуда жулана (Lanius collurio). На схилах горбів навколо Сафронівського монастиря можна зустріти польових горобців (Passer montanus), сільських ластівок (Hirundo rustica), деркача (Crex crex) — рідкісного птаха, занесеного до Європейського Червоного списку, а також орла-карлика (Aquila pennata), що занесений до Червоної книги України. Серед ссавців тут можна зустріти козулю, диких свиней, лисицю, сірого зайця, крота та іншних. Окрім цього тут трапляється велика кількість комах — метеликів, джмелів, бабок, жуків.

## Галерея

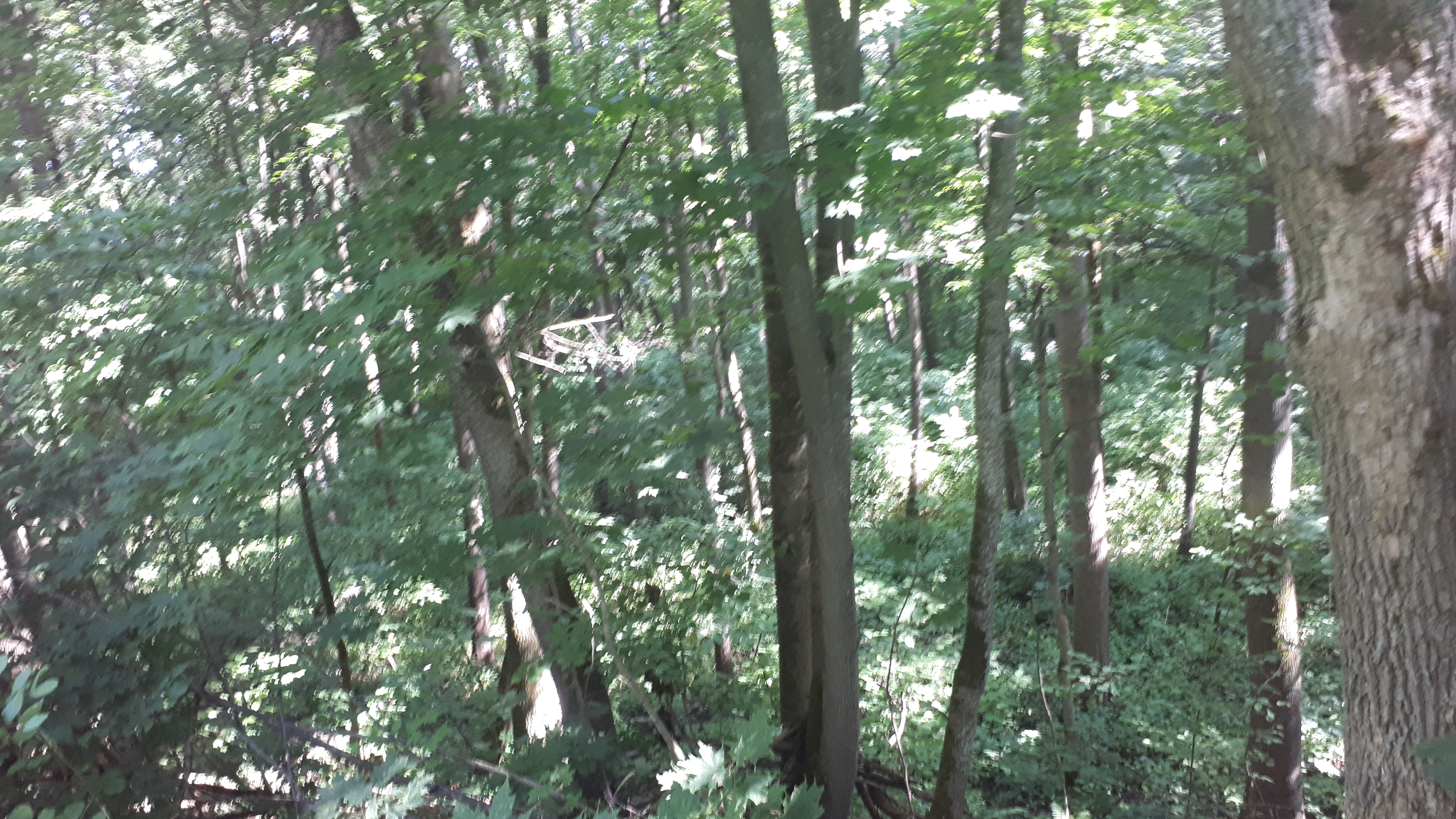
Монастирський ліс поблизу Софронієво-Молченського чоловічого монастиря
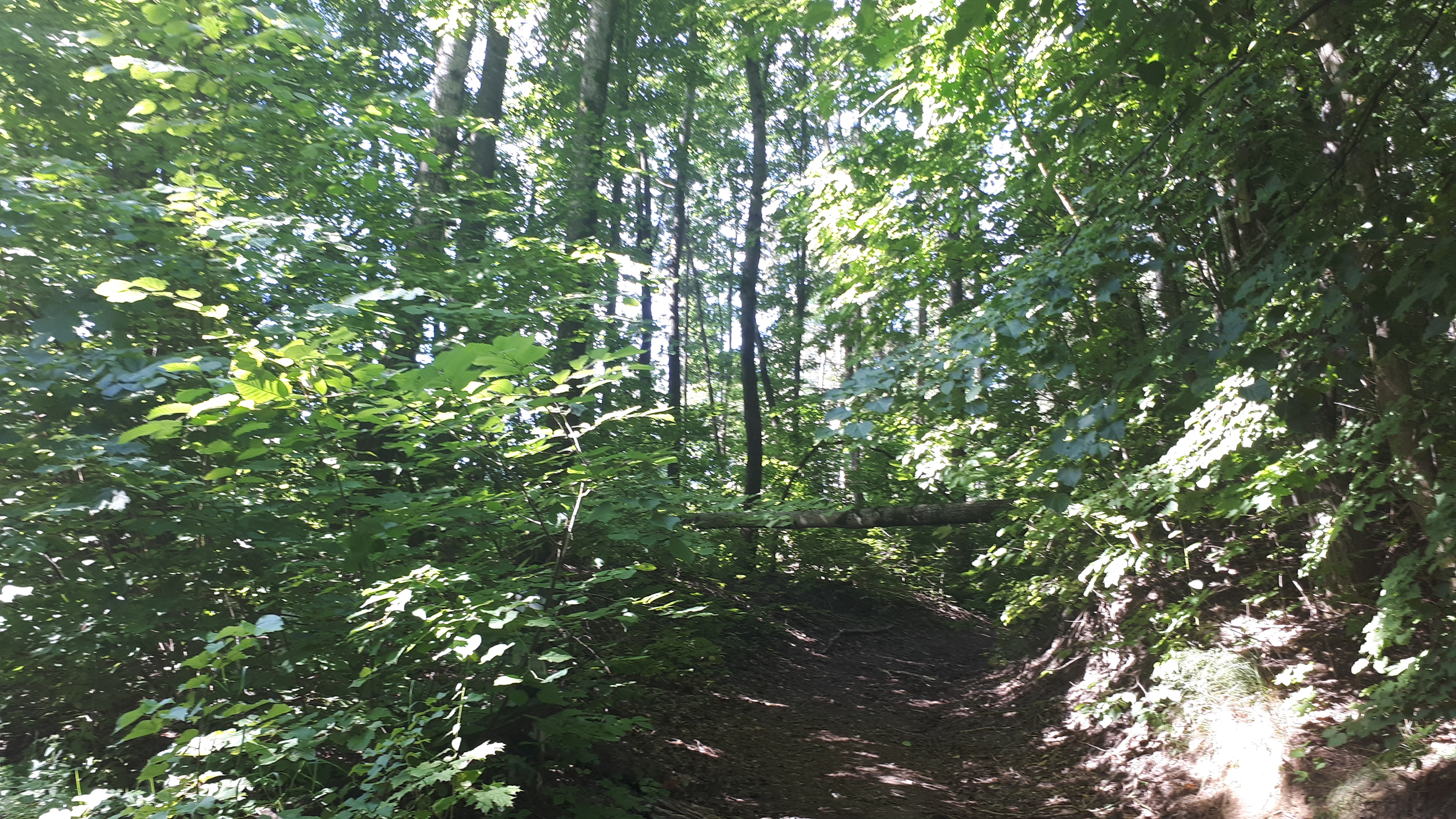
Монастирський ліс
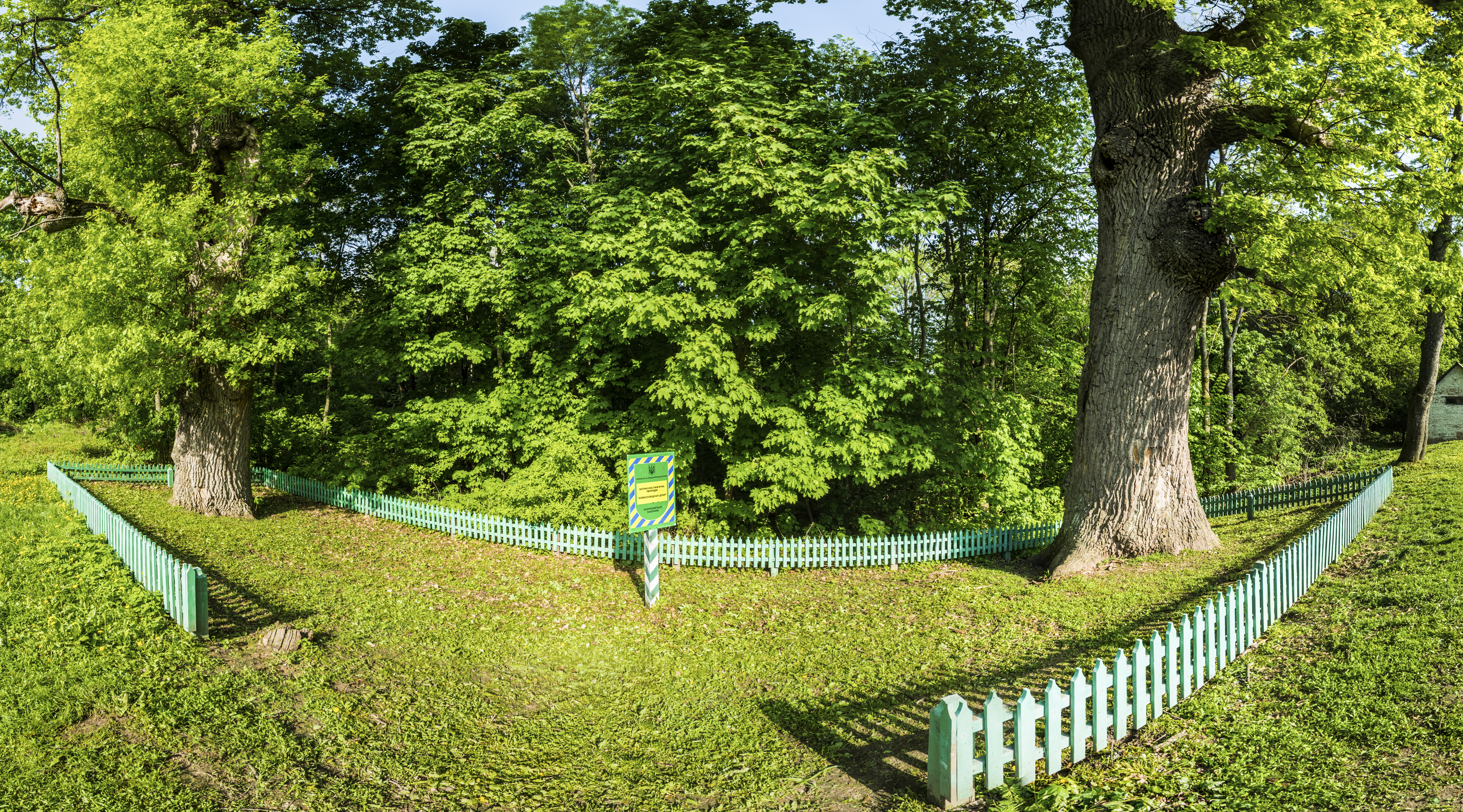
Новослобідські дуби